# Индекс местоположения пункта государственной и экспериментальной авиации
Индекс (указатель) местоположения пункта государственной и/или экспериментальной авиации — четырёхбуквенный уникальный индивидуальный идентификатор, присваиваемый местоположению пунктов государственной авиации (военные аэродромы, комендатуры аэродромов и аэропортов, пункты дислокации авиационных формирований на гражданских аэродромах совместного базирования, пункты управления авиацией, авиационные полигоны и спортивные аэродромы), а также пунктам экспериментальной авиации (экспериментальным аэродромам, авиационным заводам).
Данные индексы используются для передачи аэронавигационной информации по государственным аэродромам, заявок на использование воздушного пространства, обозначения военных и спортивных аэродромов на радионавигационных картах, назначаются Министерством обороны России и не являются индексами ИКАО. Если государственный аэродром имеет индекс ИКАО, то на нём разрешено либо совместное базирование, либо совместное использование воздушным судам гражданской авиации.
Индексы государственных аэродромов предназначены только для внутреннего использования в пределах России по авиационной наземной сети передачи данных и телеграфной связи (АНС ПД и ТС). Эти индексы как правило имеют внешнее сходство с международными индексами местоположения российских аэропортов, однако в отличие от них начинаются с буквы «Ь» (а не «У») при использовании кириллицы либо с буквы «X» (а не «U») на латинице и не могут использоваться за пределами России по AFTN.